# Laguna Volcán
La Laguna Volcán es una pequeña laguna boliviana de agua dulce pantanosa, ubicada en la provincia de Florida en el departamento de Santa Cruz, en las últimas estribaciones de los Andes, tiene unas dimensiones de 0,36 km de largo por 0,12 km de ancho y una superficie de 0,037 km², se encuentra cerca del Parque Nacional Amboró y a la localidad de Cuevas. La laguna se formó sobre el cráter de un volcán inactivo y está rodeada por serranías ubicadas dentro del Parque Nacional Amboró. Se encuentra dentro del terreno que pertenece al Hotel Laguna Volcán Golf Eco Resort.